# Долгий рождественский ужин
«Долгий рождественский ужин» или «Долгий рождественский обед» (нем. Das lange Weihnachtsmahl, англ. The Long Christmas Dinner) — опера в одном действии немецкого композитора Пауля Хиндемита по либретто американского писателя Торнтона Уайлдера на основе его пьесы того же названия, сочинена в 1960—1961 годах.

## История создания и исполнения оперы
Пьесу в одном акте «Долгий рождественский ужин» опубликовал американский романист и драматург Торнтон Уайлдер в 1931 году в сборнике «The Long Christmas Dinner and Other Plays in One Act». Продолжительность действия пьесы составляет около 35 минут. Она была впервые исполнена 25 ноября 1931 года в театре Йельского университета в Нью-Хейвене, штат Коннектикут. «Долгий рождественский ужин» был широко известен в театральном мире и вдохновил известную сцену в фильме Орсона Уэллса «Гражданин Кейн» 1941 года. Уэллс писал: «Я сделал сцену завтрака, думая, что я её придумал… И когда я почти закончил её, я вдруг понял, что бессознательно украл её у Торнтона. Я позвонил ему и признался».
Инициатором создания оперы на сюжет пьесы выступил Пауль Хиндемит, познакомившийся с пьесой в 50-е годы. Он предложил драматургу принять участие в создании либретто. Уайлдер активно сотрудничал с композитором в работе над оперой, изменил по требованию композитора некоторые эпизоды. Сам Хиндемит перевёл с английского уже готовое либретто на немецкий язык. Опера написана для камерного оркестра и клавесина. Продолжительность оперы составила около одного часа.
Опера Пауля Хиндемита впервые была исполнена в Национальном театре в Мангейме, ФРГ, 17 декабря 1961 года. Дирижировал автор, а режиссёром выступил Hans Schüler. В США опера была впервые исполнена спустя полтора года 13 марта 1963 года в Джульярдской школе в Нью-Йорке под руководством композитора. 12 апреля 2014 года опера была впервые представлена в Национальной опере «Эстония» (Таллинн). Режиссёром-постановщиком стал Арне Микк. В России (в Санкт-Петербурге) опера впервые прозвучала в этой постановке в рамках I Международного фестиваля камерной оперы 3 мая 2016 года.
Опера редко исполняется, встречается даже утверждение, что первая запись оперы была сделана только в 2014 году, а диск с ней вышел в 2015 году. На самом же деле первая запись была сделана ещё в 2006 году Rundfunk-Sinfonieorchester Berlin.

## Содержание оперы
Опера «Долгий рождественский ужин» рассказывает историю богатой провинциальной американской семьи Байярдов на протяжении девяноста лет. За рождественским столом на протяжении всей оперы находятся представители сменяющих друг друга поколений семьи. Они обсуждают свои проблемы: рождение детей, смерть близких родственников, оформление наследства, карьеру, вступление в брак; всё это создаёт картину угасания богатого американского провинциального семейства на фоне реальных событий истории XX века (Вторая мировая и Корейская война…). Местом действия является столовая в доме Баярдов, только построенном в начале пьесы новыми владельцами, к концу пьесы пустеющем. Единственной его обитательницей остаётся дальняя родственница Баярдов — Эрменгарда.

## Партии и их исполнители
| Роль                      | Голос         | Исполнение 13 марта 1963, дирижёр: Пауль Хиндемит | Постановка Национальной оперы «Эстония» (Таллинн). Дирижёр: Каспар Мянд | Американский симфонический оркестр, дирижёр — Leon Botstein |
| ------------------------- | ------------- | ------------------------------------------------- | ----------------------------------------------------------------------- | ----------------------------------------------------------- |
| Лючия                     | сопрано       | Lorna Haywood                                     | Янне Шевченко                                                           | Camille Zamora                                              |
| Лючия II                  | сопрано       | Lorraine Santore                                  | Кати Яанимяэ                                                            | Camille Zamora                                              |
| Леонора                   | сопрано       | Frances Riley                                     | Кристель Пяртна                                                         | Kathryn Guthrie                                             |
| Эма Байярд, мать Родерика | контральто    | Marilyn Zschau                                    | Анналийза Пиллак                                                        | Sara Murphy                                                 |
| Эрменгарда                | контральто    | Janet Wagner                                      | ?                                                                       | Sara Murphy                                                 |
| Женевьева                 | меццо-сопрано | Geraldine McIlroy                                 | Юули Лилл                                                               | Catherine Martin                                            |
| Чарльз                    | тенор         | Robert White                                      | Оливер Куусик                                                           | Glenn Seven Allen                                           |
| Родерик                   | баритон       | John Harris                                       | Рауно Эльп                                                              | Jarrett Ott                                                 |
| Родерик II                | тенор         | Clifton Steere                                    | Март Мадисте                                                            | Scott Murphree                                              |
| Сэм                       | баритон       | Calvin Coots                                      | Андрес Кёстер                                                           | Jarrett Ott                                                 |
| Брэндон                   | бас           | Allan Evans                                       | Март Лаур                                                               | Josh Quinn                                                  |
| Nursemaid                 | меццо-сопрано | Veronica Tyler                                    | Кяйа Крейцберг                                                          | ?                                                           |

## Записи оперы
- The Long Christmas Dinner. Paul Hindemith. Ruth Ziesak — Ursula Hesse von den Steinen — Herman Wallén — Arutjun Kotchinian — Rebecca Martin — Michaela Kaune — Corby Welch — Christian Elsner. Conductor: Marek Janowski. Orchestra/ensemble: Rundfunk-Sinfonieorchester Berlin. ECHO Klassik 2006 within the category «World Premiere Recording of the Year». CD — 84-page booklet. WER 66762.
- Hindemith: The Long Christmas Dinner. American Symphony Orchestra. Conductor: Leon Botstein. Audio CD (August 3, 2015). Bridge Records, Inc. ASIN: B00ZUNDKC2[11].